# 甲府市立南中学校
甲府市立南中学校（こうふしりつ みなみちゅうがっこう）は、山梨県甲府市湯田二丁目にある公立中学校。
戦後まもなく、青少年赤十字に県内で最初に加盟した。その後、校内にJRC委員会を設けて、ボランティア活動などを行っている。学園祭は「みんなみ祭」といい、表現活動の一環として、演劇や合唱、応援に取り組んでいる。

## 沿革
- 1947年4月22日 - 創立開校式を挙行する。当初は伊勢小学校の一部を使用。南中学校建設促進委員会を設立し、現在の南大路30番地に校地を決定した。南中学校PTAが誕生する。
- 1948年 - 南中青少年赤十字団を結成し、日赤に加盟。
- 1949年 - 南中教育施設期成組合を設立。実験学校の指定を受ける（「本校図書館の運営と実際｣）。
- 1950年 - 同窓会設立総会を開く。第1回青少年赤十字大会甲府南中において11月に開催する。
- 1951年 - 国母中を合併する。校歌制定される。
- 1959年 - 産業教育を全国に公開する。
- 1960年 - 南西中が設立されるが、校舎未完成につき1学期は南中の教室、体育館を使用。学区再編成。県図書館大会を開く。
- 1962年 - 特殊学級を設立する。交通安全宣言を行う。玉諸中を合併する。
- 1964年 - 文部省生徒指導研究推進校の指定を受ける。南中地区生徒指導推進会を結成する。
- 1966年 - 隣組学級を開設し、公開研究会を開く。
- 1968年 - 全国美術コンクール、県科学工作展で学校賞を受ける。計算尺県大会1位となる。
- 1969年 - 創意工夫育成功労学校として科学技術長官賞を受ける。県科学工作展で学校賞を受ける。
- 1970年 - 甲教協中学校教育センター校となり「創造性を育てるための授業研究」をテーマに公開授業を行う。計算尺大会で1位となる。
- 1971年 - 関ブロ数学教育研究山梨大会会場となり、数学授業を公開する。日教組全国教研理科研究会場となる。計算尺全国大会1位となる。
- 1972年 - 計算尺全国大会1位となる。日本PTA表彰を受ける。
- 1973年 - 文部省指定で心身障害者教育公開授業を行う。
- 1974年 - WHO口腔実態調査校となる。
- 1978年 - サッカー、水泳、吹奏楽部（金管五重奏）全国大会に出場する。
- 1979年 - 県学校体育地域推進校となる。全国選抜サッカー大会優勝。県吹奏楽アンサンブル大会のクラリネット四重奏部金賞。
- 1980年 - 学校体育地域推進校公開研究会を開く。全日本中学校バレーボール大会出場する。
- 1981年 - 国学校音楽コンクール県代表となる。
- 1982年 - サッカー部全国大会出場。
- 1983年 - 学校体育指導研究優秀校として全国表彰。保健統計調査優秀校として全国表彰。
- 1984年 - 中国四川省の成都市教育考察団が来校し、同市の石室中と友好校締結を行う。第2回かいじ国体花いっぱいコンクール優秀校。
- 1985年 - 生徒会代表、中国四川省を訪問。小さな親切運動で表彰を受ける。県吹奏楽コンクール金賞。関プロ技家研究山梨大会授業公開。
- 1986年 - かいじ国体参加（2年生集団演技、3年ブラスバンド式典音楽）。中国成都市教育考察団来校。
- 1988年 - 中国成都市友好訪日来校。中国四川省石室中教師、生徒来校。文部省指定「生徒指導総合推進校」公開発表研究会開催。
- 1989年 - 文部省指定「数学科教科書研究校」、文部省教科調査官来校。体操女子全国大会出場。本館東側花壇整備。
- 1990年 - 青少年赤十字研究推進校公開発表研究会開催。義務教育費決算額等調査（大蔵省係官2名来校）。「南中広報」市P連より優秀賞を受ける。
- 1991年 - 県教委指定「初任者教員授業研修実習校」。ネパール中高生来校。 JRC特別集会を行う。
- 1992年 - RC国際交流事業により、インドの高校生2名が南中を訪問、生徒と交流。大和郡山市教育交流会派遣。デモイン市派遣。
- 1993年 - 関プロ図書館教育甲府市で開催、本校で授業公開。大和郡山市へ交流会派遣。デモイン派遣。
- 1994年 - JRC国際親善交流会・スリランカより2名来校｡広島原爆追悼平和式典・大和郡山・デモインに生徒派遣。長野県東部特殊教育部会教育視察に来校。成都市より行政科学視察団来校。
- 1995年 - 全国・関東技術家庭科住居領域公開授業実施。日英歴史教育プロジェクト来校。
- 1996年 - 日赤山梨県支部指定「青少年赤十字活動実践推進校」。学校給食先行実施。卓球全国大会出場。
- 1988年 - 文部省指定「学校保健統計調査実施校」。
- 2000年 - 文部省指定「生徒指導総合連携推進事業」。（〜2001年）体操全国大会出場。
- 2001年 - 文部省指定「生徒指導総合連携推進事業」として、地域・家庭・学校教育懇談会（7月9日）、総合市民会館にて開催。
- 2003年 - 初任者研修授業研究実習校に指定される。 陸上、水泳全国大会出場。
- 2004年 - 甲府の子どもの教育総合推進校。陸上、柔道全国大会出場、女子走り幅跳び第1位。
- 2005年 - 甲府の子どもの教育総合推進校。心に元気をはぐくむ道徳教育事業推進校（10月25日、「道徳」全学級授業公開）。水泳全国大会出場。水泳国体出場。
- 2006年 - 「情緒障害通級指導教室」モデル事業実施校。陸上全国大会出場。
- 2007年 - 関東甲信越放送・視聴覚教育研究大会山梨大会授業提案校。日本PTA会長表彰受賞。
- 2009年 - 初任者研修授業研究実習校に指定される。

## 校歌
- 制定：昭和27年3月9日[1]
- 作詞：土岐善麿[2]
- 作曲：信時潔[2]

## JRC委員会
- 図書委員会
- 環境美化委員会
- 保健給食委員会
- 放送委員会
- 会誌編集委員会
- 合唱委員会
- 選挙管理委員会
- (中央委員会)

## 部活動
- 野球部（男子）
- サッカー部
- 陸上競技部
- ソフトボール部（女子）
- 卓球部（男子、女子）
- ソフトテニス部（男子、女子）
- 硬式テニス部（男子、女子）
- バレーボール部（女子）
- バスケットボール部（男子、女子）
- 剣道部
- 柔道部
- 水泳部
- 吹奏楽部
- イラスト美術部
- 家庭科部
- 新体操部

### 過去あった部活動
- 空手部
- 弓道部
- 演劇部

## 著名な卒業生
- 遠藤俊英 - 財務官僚、金融庁長官[3]
- 堀内恒夫 - 元プロ野球選手・監督、元参議院議員
- 内藤香菜子 - 女子バレーボール選手
- 鈴ノ木ユウ -本名·鈴木祐樹漫画家